# 쇼오
쇼오(正応, しょうおう)는 일본의 연호(元号) 중 하나이다.
- 전후 : 고안(弘安) 이후 - 에이닌(永仁) 이전.
- 시기 : 1288년 ~ 1292년
- 천황 : 후시미 천황
- 쇼군 : 가마쿠라 막부의 고레야스 친왕, 히사아키 친왕
- 싯켄 : 호조 사다토키

## 개원(改元)
- 고안 11년 4월 28일(율리우스력 1288년 5월 29일), 후시미 천황의 즉위에 맞춰 개원.
- 쇼오 6년 8월 5일(율리우스력 1293년 9월 6일), 에이닌으로 개원된다.

## 출전
『주역』의 「文明以健 中正而應」

## 쇼오 시기에 일어난 일
- 2년
  - 8월 : 고레야스 친왕이 폐위되고 히사아키 친왕이 쇼군에 취임하다.
- 5년
  - 진제이 단다이(鎮西探題) 설치.
- 에이닌의 가마쿠라 대지진. 헤이젠몬의 난.

### 죽음
- 2년
  - 잇펜
- 3년
  - 에이손
- 4년
  - 무칸후몬
- 6년
  - 다이라 노 요리쓰나

## 서력과의 대조표
| 쇼오 | 원년   | 2년    | 3년    | 4년    | 5년    | 6년    |
| ---- | ------ | ------ | ------ | ------ | ------ | ------ |
| 서력 | 1288년 | 1289년 | 1290년 | 1291년 | 1292년 | 1293년 |
| 간지 | 무자   | 기축   | 경인   | 신묘   | 임진   | 계사   |

## 같이 보기
- 일본의 연호 일람

| 이전 고안 | 일본의 연호 1288년 ~ 1293년 | 다음 에이닌 |